# Nuoto ai campionati mondiali di nuoto 2015 - 1500 metri stile libero maschili
La gara dei 1500 metri stile libero maschili si è svolta l'8 e 9 agosto 2015 presso la Kazan Arena e vi hanno preso parte 45 nuotatori provenienti da 40 nazioni. Le batterie si sono svolte la mattina dell'8 agosto mentre la finale ha avuto luogo la sera del 9 agosto.

## Medaglie
| Posizione | Atleta               | Nazionalità |
| --------- | -------------------- | ----------- |
| Oro       | Gregorio Paltrinieri | Italia      |
| Argento   | Connor Jaeger        | Stati Uniti |
| Bronzo    | Ryan Cochrane        | Canada      |

## Record
Prima della manifestazione il record del mondo (WR) e il record dei campionati (CR) erano i seguenti.
| Record mondiale       | 14'31"02 | Sun Yang Cina | 4 agosto 2012 Londra, Gran Bretagna |
| Record dei campionati | 14'34"14 | Sun Yang Cina | 31 luglio 2011 Shanghai, Cina       |

## Risultati

### Batterie
| Posizione | Batteria | Corsia | Atleta                   | Nazionalità          | Tempo    | Note |
| --------- | -------- | ------ | ------------------------ | -------------------- | -------- | ---- |
| 1         | 5        | 4      | Gregorio Paltrinieri     | Italia               | 14:51.04 | Q    |
| 2         | 5        | 3      | Connor Jaeger            | Stati Uniti          | 14:53.34 | Q    |
| 3         | 5        | 5      | Sun Yang                 | Cina                 | 14:55.11 | Q    |
| 4         | 5        | 6      | Stephen Milne            | Gran Bretagna        | 14:55.17 | Q    |
| 5         | 5        | 0      | Akram Ahmed              | Egitto               | 14:55.42 | Q    |
| 6         | 4        | 3      | Ryan Cochrane            | Canada               | 14:55.96 | Q    |
| 7         | 4        | 6      | Michael McBroom          | Stati Uniti          | 14:57.07 | Q    |
| 8         | 4        | 2      | Mychajlo Romančuk        | Ucraina              | 14:57.82 | Q    |
| 9         | 4        | 5      | Pál Joensen              | Fær Øer              | 14:58.52 |      |
| 10        | 5        | 7      | Damien Joly              | Francia              | 14:58.79 |      |
| 11        | 4        | 4      | Mack Horton              | Australia            | 15:00.51 |      |
| 12        | 4        | 9      | Henrik Christiansen      | Norvegia             | 15:02.37 |      |
| 13        | 4        | 0      | Richard Nagy             | Slovacchia           | 15:04.03 |      |
| 14        | 4        | 8      | Ruwen Straub             | Germania             | 15:04.80 |      |
| 15        | 3        | 6      | Maarten Brzoskowski      | Paesi Bassi          | 15:10.91 |      |
| 16        | 3        | 5      | Mark Sánchez             | Spagna               | 15:12.79 |      |
| 17        | 4        | 1      | Wojciech Wojdak          | Polonia              | 15:14.28 |      |
| 18        | 2        | 2      | Martín Naidich           | Argentina            | 15:14.38 |      |
| 19        | 3        | 2      | Wang Kecheng             | Cina                 | 15:16.69 |      |
| 20        | 5        | 2      | Gergely Gyurta           | Ungheria             | 15:16.84 |      |
| 21        | 3        | 7      | Nathan Capp              | Nuova Zelanda        | 15:17.77 |      |
| 22        | 3        | 8      | Esteban Enderica         | Ecuador              | 15:20.58 |      |
| 23        | 4        | 7      | Jan Micka                | Rep. Ceca            | 15:22.16 |      |
| 24        | 2        | 7      | Martin Bau               | Slovenia             | 15:22.80 |      |
| 25        | 3        | 1      | Marcelo Acosta           | El Salvador          | 15:25.14 |      |
| 26        | 1        | 7      | Mihajlo Ceprkalo         | Bosnia ed Erzegovina | 15:26.22 |      |
| 27        | 2        | 4      | Ernest Maksumov          | Russia               | 15:26.64 |      |
| 28        | 5        | 9      | Serhiy Frolov            | Ucraina              | 15:29.52 |      |
| 29        | 5        | 1      | Sören Meißner            | Germania             | 15:30.02 |      |
| 30        | 3        | 4      | Ferry Weertman           | Paesi Bassi          | 15:32.01 |      |
| 31        | 3        | 9      | Nezir Karap              | Turchia              | 15:32.60 |      |
| 32        | 2        | 3      | Alejandro Gómez          | Venezuela            | 15:32.75 |      |
| 33        | 3        | 0      | Vuk Čelić                | Serbia               | 15:33.71 |      |
| 34        | 2        | 9      | Cho Cheng-chi            | Taipei cinese        | 15:37.25 |      |
| 35        | 1        | 3      | Sajan Prakash            | India                | 15:45.29 |      |
| 36        | 1        | 2      | Felipe Tapia             | Cile                 | 15:45.63 |      |
| 37        | 5        | 8      | Felix Auböck             | Austria              | 15:45.69 |      |
| 38        | 2        | 1      | Christian Punter         | Porto Rico           | 15:46.19 |      |
| 39        | 2        | 0      | Sven Arnar Saemundsson   | Croazia              | 15:53.43 |      |
| 40        | 2        | 8      | Alexei Sancov            | Moldavia             | 15:53.85 |      |
| 41        | 2        | 6      | Lâm Quang Nhật           | Vietnam              | 15:54.56 |      |
| 42        | 1        | 6      | Luis Ventura             | Messico              | 15:55.92 |      |
| 43        | 1        | 4      | Sim Wee Sheng Welson Sim | Malaysia             | 16:09.72 |      |
| 44        | 1        | 8      | Geoffrey Buttler         | Isole Cayman         | 16:21.18 |      |
| 45        | 1        | 1      | Pol Arias                | Andorra              | 16:26.35 |      |
|           | 1        | 5      | Matias Koski             | Finlandia            |          | DNS  |
|           | 2        | 5      | Mateo de Angulo          | Colombia             |          | DNS  |
|           | 3        | 3      | Péter Bernek             | Ungheria             |          | DNS  |

### Finale
| Posizione | Corsia | Atleta               | Nazionalità   | Tempo    | Note |
| --------- | ------ | -------------------- | ------------- | -------- | ---- |
|           | 4      | Gregorio Paltrinieri | Italia        | 14:39.67 | ER   |
|           | 5      | Connor Jaeger        | Stati Uniti   | 14:41.20 |      |
|           | 2      | Ryan Cochrane        | Canada        | 14:51.08 |      |
| 4         | 2      | Akram Ahmed          | Egitto        | 14:53.66 |      |
| 5         | 6      | Stephen Milne        | Gran Bretagna | 14:58.62 |      |
| 6         | 1      | Michael McBroom      | Stati Uniti   | 15:06.81 |      |
| 7         | 8      | Mychajlo Romančuk    | Ucraina       | 15:09.77 |      |
|           | 3      | Sun Yang             | Cina          |          | DNS  |